# Northrop YF-23
O Northrop/McDonnell Douglas YF-23 foi uma proposta de um caça de quinta geração norte-americana, concebida para ser um caça furtivo bimotor da Força Aérea dos Estados Unidos (USAF). O seu design foi um dos vencedores no concurso Advanced Tactical Fighter (ATF), concorrendo contra o Lockheed YF-22 por um contrato de produção. Dois protótipos foram construídos, apelidados "Black Widow II" (Viúva Negra II) e "Gray Ghost" (Fantasma Cinzento).
Durante a década de 1980, a USAF iniciou um concurso para uma aeronave capaz de substituir os seus caças, motivada em grande parte pelo aparecimento de duas avançadas aeronaves soviéticas, o Sukhoi Su-27 e o Mikoyan Mig-29. Diversas construtoras submeteram propostas de design; a USAF seleccionou as propostas da Northrop e da Lockheed. A Northrop juntou-se à McDonnell Douglas para desenvolver o YF-23, enquanto a Lockheed, a Boeing e a General Dynamics desenvolveram o YF-22.
Embora o YF-23 fosse mais veloz e furtivo, era menos ágil que os equivalentes soviéticos. Após quatro anos de desenvolvimento e avaliações, o YF-22 foi anunciado como vencedor do concurso em 1991 e entrou em produção como o Lockheed Martin F-22 Raptor. A Marinha dos Estados Unidos pretendeu fazer uso do concurso ATF para substituir os seus ultrapassados F-14 Tomcat, porém estes planos foram cancelados.

## Desenvolvimento
Os satélites norte-americanos de reconhecimento detectaram o Su-27 e o MiG-29 pela primeira vez em 1978, o que preocupou os EUA. Ambas as aeronaves soviéticas ultrapassavam as homologas americanas em termos de manobrabilidade. Em 1981, a USAF fez um pedido a várias companhias aeroespaciais sobre a possibilidade de um programa (ATF) de desenvolvimento de uma aeronave para substituir o F-15 Eagle. Depois de várias discussões com essas companhias, a USAF estabeleceu como meta desse programa o desenvolvimento de uma aeronave cuja missão principal seria a de combate ar-ar.
O ATF serviria-se de avançadas tecnologias emergentes, incluindo materiais compostos, misturas de metais e elementos, avançados sistemas de controlo de voo, meios de propulsão mais poderosos e, o mais importante, novas tecnologias furtivas. Em Outubro de 1985, a USAF emitiu o pedido de proposta a várias construtoras de aeronaves. As especificações deste pedido foram modificadas, em Maio de 1986, para incluir a avaliação dos dois protótipos finalistas. Ao mesmo tempo, a Marinha dos Estados Unidos, sob o programa Navalized Advanced Tactical Fighter (NAFT), anunciou que, fazendo a Força Aérea uso do finalista do concurso, o segundo finalista seria usado para a substituição dos F-14 Tomcat da Marinha. O programa NAFT pretendia a aquisição de 546 aeronaves, enquanto o programa da USAF pretendia a aquisição de 750.

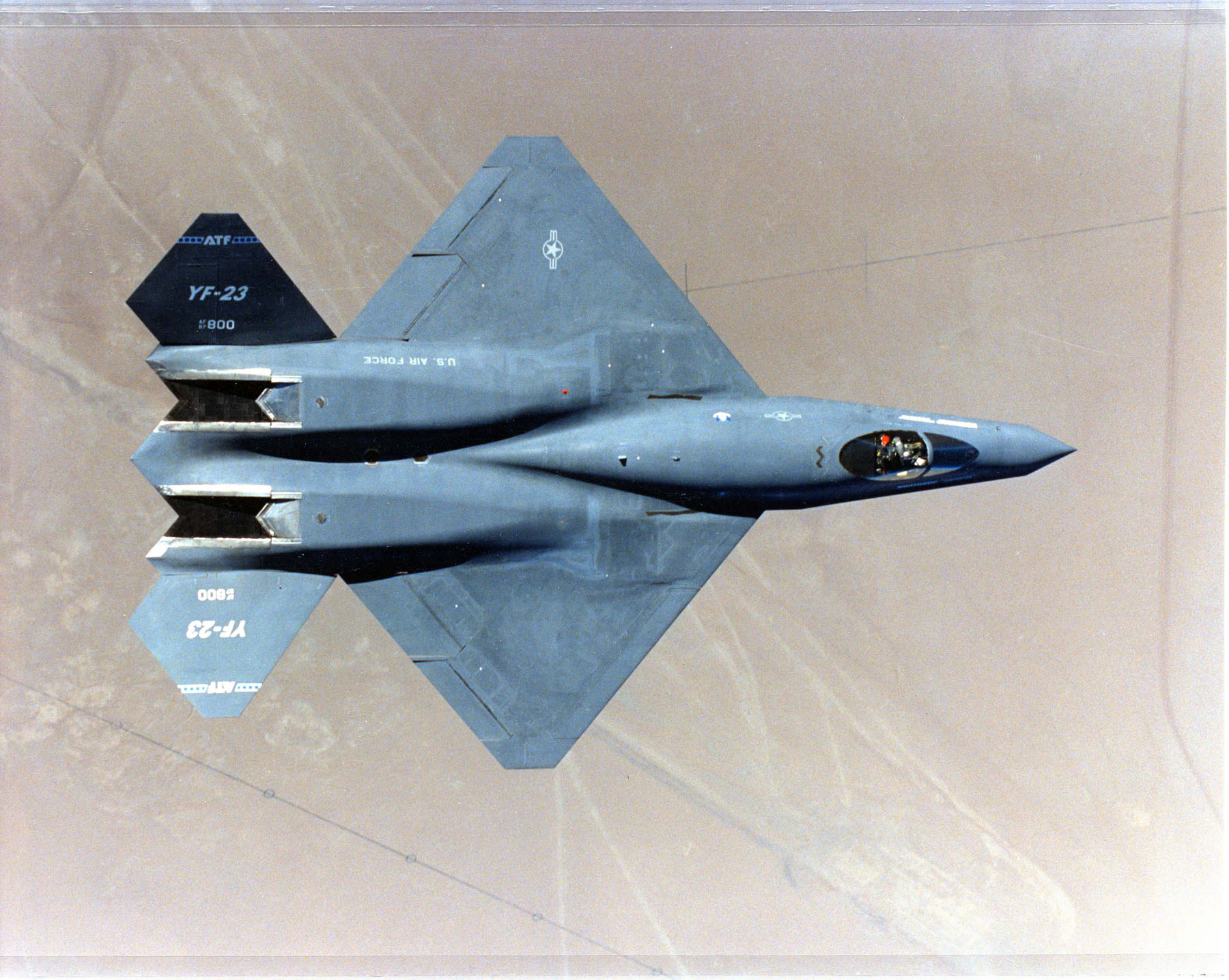
Vista de cima de um YF-23, em que se pode ver a geometria das asas e a separação entre a fuselagem frontal e os motores.

Em Julho de 1986, a empresas Lockheed, Boeing, General Dynamics, McDonnell Douglas, Northrop, Grumman e Rockwell submeteram as suas propostas. A Grumman e a Rockwell retiraram-se do concurso pouco tempo depois. Depois de submetidas as propostas, a Lockheed, a Boeing e a General Dynamics formaram uma equipa para desenvolver a proposta que, das três, fosse a escolhida. A Northrop e a McDonnell Douglas formaram uma equipa similar. No final, a 31 de Outubro de 1986, as propostas da Lockheed e a Northrop foram seleccionadas. A ambas as equipas foi dado um período de 50 meses para construir e testar os respectivos protótipos; a construção e os testes foram um sucesso, e assim foi criado o Lockheed YF-22 e o Northrop YF-23.
O YF-23 foi desenvolvido para atingir os requisitos de sobrevivência, velocidade supercruzeiro, furtividade e facilidade de manutenção. O supercruzeiro exigia uma velocidade constante supersónica sem o uso de nenhum dispositivo de pós-combustão. A Northrop foi buscar experiência valiosa ao B-2 Spirit e ao F/A-18 Hornet para reduzir ao máximo as probabilidades de o YF-23 ser detectado por radares ou infravermelhos inimigos. A USAF inicialmente exigiu que a aeronave aterrasse e parasse por completo em menos de 610 metros, o que exigia a necessidade de haver reversores de empuxo nos motores. Em 1987, a USAF alargou a distância limite de aterragem para 914 metros, o que pôs de parte os reversores de empuxo. Isto fez com que a aeronave pudesse ter o motor num espaço menor, porém o design exterior permaneceu igual.
O primeiro YF-23 (número de série 87-0800), Prototype Air Vehicle 1 (PAV-1), foi lançado a 22 de Junho de 1990; o seu primeiro voo ocorreu a 27 de Agosto, pilotado por Alfred "Paul" Metz. O segundo YF-23 (número de série 87-0801, PAV-2) fez o seu primeiro voo a 26 de Outubro, pilotado por Jim Sandberg. O primeiro YF-23 foi pintado de preto, com um tom da cor do carvão, e foi apelidado de "Spider" e "Black Widow II", em alusão ao Northrop P-61 Black Widow da Segunda Guerra Mundial. Durante algum tempo, este primeiro protótipo teve uma ampulheta vermelha marcada na fuselagem, semelhante à marca que as viúvas negras têm, porém a Northrop removeu a marca. O segundo protótipo foi pintado com dois tons de cinzento e foi apelidado de "Gray Ghost".

## Design

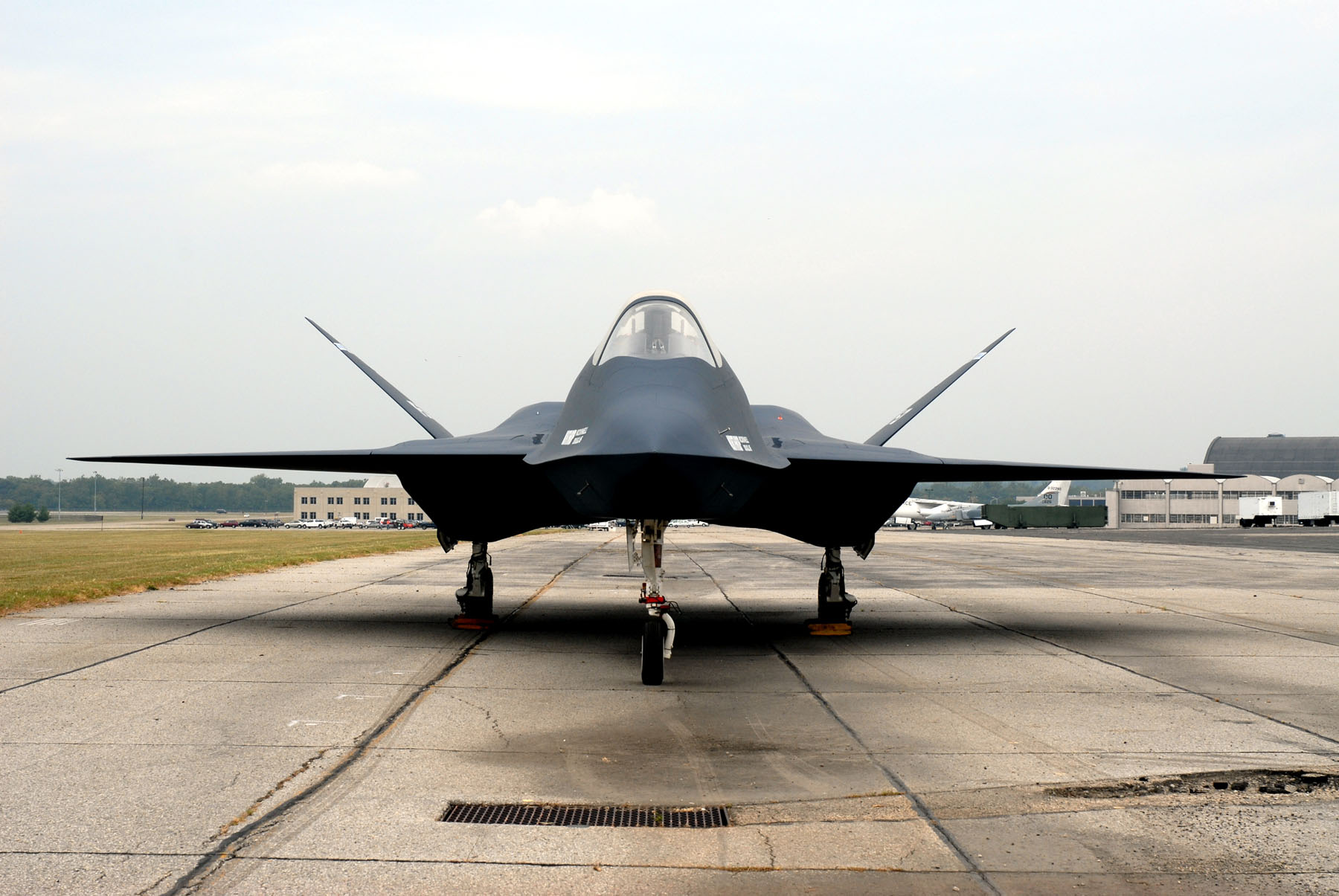
Vista frontal do YF-23 nr. 87-0801, onde se denota a curvatura do design da aeronave e os estabilizadores em formato V.

O YF-23 foi uma aeronave com uma aparência não convencional, com asas em formato diamante, um perfil esguio para reduzir ao máximo o arrasto em grandes velocidades, e estabilizadores em formato de um V. O cockpit encontrava-se numa posição elevada para dar ao piloto boa visibilidade. O trem de aterragem era em triciclo, e o compartimento de armamento localizava-se por baixo da fuselagem, entre o nariz e o trem de aterragem. O cockpit tinha um manche no centro e um acelerador lateral.
Dois motores, em compartimentos separados, alimentavam a aeronave; a entrada de ar para os motores era uma entrada em serpentina, para diminuir a chance de detecção pelas ondas dos radares. O primeiro protótipo, o PAV-1, foi equipado com dois motores Pratt & Whitney YF119, enquanto o PAV-2 foi equipado com dois motores General Electric YF120. Enquanto os motores do YF-22 tinha bocais direccionais nos motores, o YF-23 tinha bocais fixos. Assim como no B-2, os gases de escape dos motores eram expelidos através de um sistema de calhas com dispositivos que dissipavam o calor, dando à aeronave uma maior probabilidade de conseguir escapar à detecção de infravermelhos de misseis inimigos.
Os sistemas de controlo de voo eram controlados através de um sistema central computadorizado. Os estabilizadores foram posicionados com um ângulo de 50 graus. O piloto de testes, Paul Metz, relatou que o YF-23 era capaz de alcançar um ângulo de ataque superior ao dos caças até então. Posicionando as flaps numa direcção e os ailerons numa direcção oposta, a aeronave entrava num estado de desaceleramento aerodinâmico. Apesar do seu design pouco convencional e inovador, os construtores tentaram manter os custos no nível mais baixo possível, conseguindo-o usando componentes de outras aeronaves, como por exemplo o trem de aterragem frontal do F-15, o trem de aterragem principal do F/A-18 e componentes do cockpit de um F-15 Strike Eagle.

## História operacional

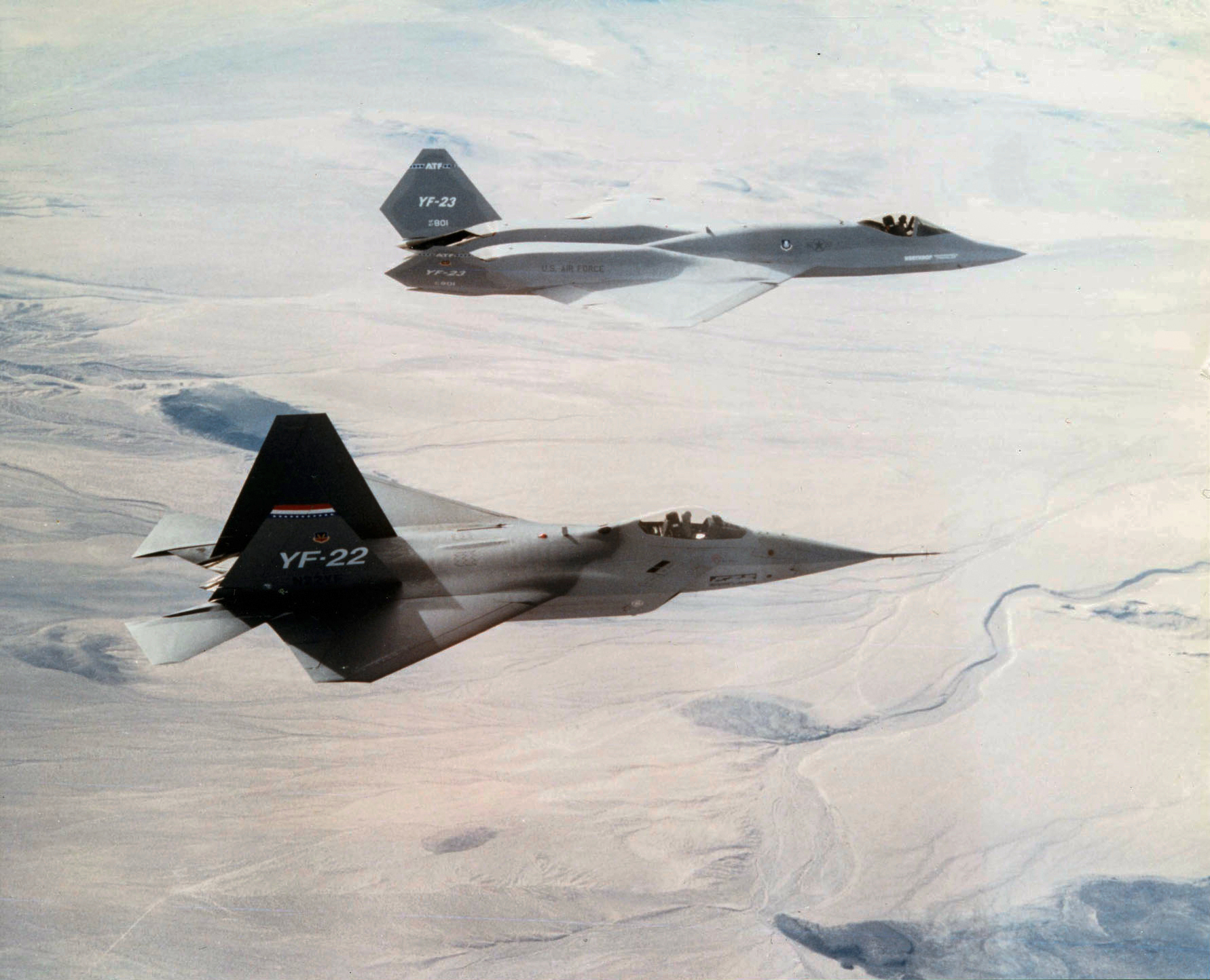
O YF-22 (em baixo) a voar ao lado de um YF-23.

### Avaliação
O primeiro YF-23, com motores Pratt & Whitney, atingiu a velocidade supercruzeiro de Mach 1,43 no dia 18 de Setembro de 1990, enquanto o segundo, com motores General Electric, atingiu Mach 1,6 a 29 de Novembro de 1990. Em comparação, o YF-22 alcançou a velocidade supercruzeiro de Mach 1,58. O YF-23 foi testado a uma velocidade máxima de Mach 1,8 e conseguiu alcançar um ângulo máximo de ataque de 25 graus. A velocidade máxima é um dado confidencial, embora haja fontes que aleguem uma velocidade máxima superior a Mach 2 e uma velocidade supercruzeiro maior que apenas Mach 1,6. O compartimento de bombas, armamento e lançamento de misseis foram configurados para serem usados, embora nunca tenham disparado qualquer tipo de projéctil; já a Lockheed disparou com sucesso mísseis AIM-9 Sidewinder e AIM-120 AMRAAM, a partir do seu YF-22. O PAV-1 efectuou uma demonstração de combate, que consistiu em seis voos que totalizaram 10 horas no dia 30 de Novembro de 1990; os testes, porém, prolongaram-se até Dezembro. Os dois YF-23 voaram 50 vezes, totalizando 65,2 horas de voo. Estes testes confirmaram as previsões da Northrop em relação a dados de voo e performance. O YF-23 era mais furtivo e mais rápido, mas o YF-22 era mais ágil.
As duas equipes submeteram os resultados das suas avaliações, juntamente com as suas propostas, em Dezembro de 1990 e, a 23 de Abril de 1991, Donald Rice, do Departamento da Força Aérea, anunciou que o YF-22 era o vencedor do concurso. Assim sendo, a Força Aérea escolheu o motor YF119 para alimentar o F-22. O design conseguido pela Lockheed e pela Pratt & Whitney foi classificado como sendo superior em aspectos técnicos, mais baixo em termos de risco, e ainda foi considerado que o programa de gestão da aeronave era mais eficaz.
Após o resultado desta competição, ambos os YF-23 foram transferidos para a Base da Força Aérea de Edwards, na Califórnia, sem os motores. A NASA pretendeu usar uma destas aeronaves no estudo de técnicas para a calibração de cargas previstas para medições de resultados de voo, porém isto nunca se realizou.

### Possível reactivação
No final de 2004, a Northrop propôs um bombardeiro baseado num YF-23, para ir de encontro com a necessidade da USAF em ter um novo bombardeiro, para a qual o FB-22 e o B-1R também competiam. A Northtop modificou o PAV-2 para servir como modelo de exposição para o novo bombardeiro proposto. A possibilidade de transformar um YF-23 num bombardeiro foi cancelada, em 2006, com a decisão da Revisão Quadrienal da Defesa, onde houve o favorecimento para um bombardeiro de longo alcance. Desde então, a USAF iniciou o seu programa para o desenvolvimento de um bombardeiro de próxima geração.

## Aeronaves em exposição

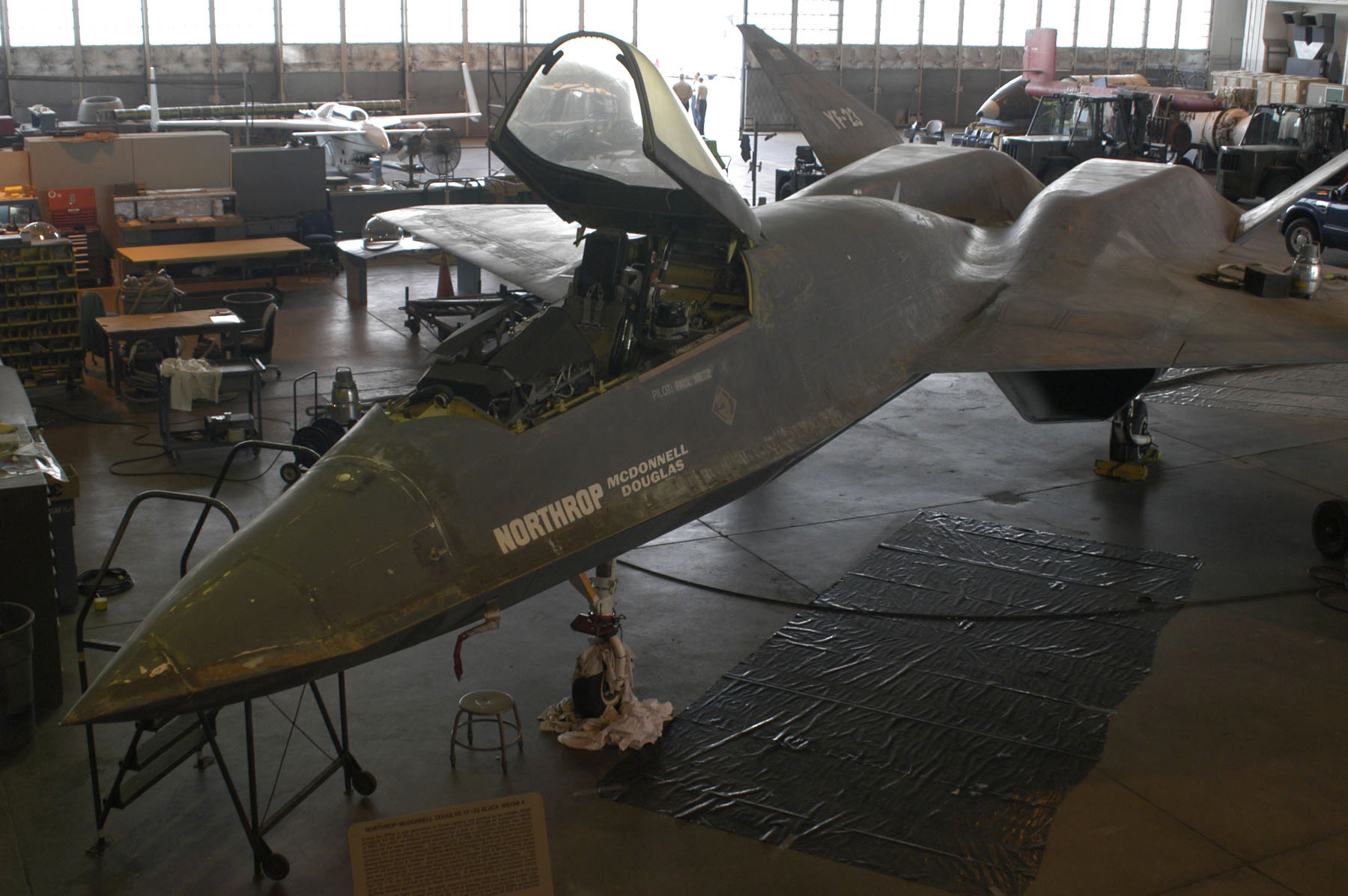
Trabalho de restauração no Museu Nacional da USAF.

Ambas as fuselagens do YF-23 ficaram guardadas até 1996, ano em que foram transferidas para museus.
- YF-23A PAV-1, número de série 87-0800, número de registo N231YF, esteve em exposição até 2009 no Hangar de Desenvolvimento e Pesquisa do Museu Nacional da Força Aérea dos Estados Unidos, em Dayton, Ohio. Actualmente, encontra-se no Test Center Museum na Base Aérea de Edwards.[37]
- YF-23A PAV-2, número de série 87-0801, número de registo N232YF, esteve em exposição no Western Museum of Flight até 2004, quando foi pedido pela Northrop Grumman e usado como modelo para um bombardeiro baseado num YF-23.[38] O PAV-2 regressou ao Western Museum of Flight e ainda se encontra em exposição.[37]